# Ukuthwalwa
Na África do Sul, ukuthwala é a prática de capturar meninas jovens e forçá-las a se casar, geralmente sem o consentimento de seus pais. A prática ocorre principalmente nas partes rurais da África do Sul, em particular no Cabo Oriental e no KwaZulu-Natal. Entre os Xhosas e Zulus, o ukuthwala ou captura de noiva, era uma maneira aceitável de dois jovens apaixonados se casarem quando suas famílias se opunham à união do casal (e, na verdade, uma forma de fuga). A Ukuthwala foi deturpada, no entanto, "para vitimar mulheres rurais isoladas e enriquecer parentes homens".
Embora a prática de casamento por captura possa ser rastreada até os tempos antigos, no entanto, os abduzidos costumam ser meninas menores de idade, incluindo algumas jovens como oito anos de idade. A prática recebeu publicidade negativa, com a mídia divulgando em 2009 que mais de 20 meninas do Cabo Oriental são forçadas a abandonar a escola todos os meses por causa do ukuthwala.

## Origens
Na África do Sul, o costume se originou dos Xhosas, embora a prática tenha se expandido para diferentes grupos étnicos. O ato de ukuthwala tradicionalmente exigia que o culpado pagasse com um ou mais cabeça de gado o pai ou responsável legal da menina. As meninas inocentes que não consentiram com o ukuthwala geralmente não se opõem ao seu objetivo. Às vezes, a menina realmente não queria se casar, embora geralmente as meninas fossem condicionadas desde a infância a esperar o dia e a acreditar que casamento e gravidez são o cumprimento da vida. Uma interpretação moderna dessa prática incentiva os homens a seqüestrar meninas (geralmente menores de 18 anos) com a finalidade de casamento.

## Prevalência
Em Lusikisiki, em 2009, houve casos de meninas jovens, de orfanatos, sendo forçadas a se casar com homens mais velhos. Houve casos de meninas jovens sendo forçadas a se casarem ilegalmente com homens viúvos  de cerca de 55 a 70 anos.
A prática do ukuthwalwa tem sido desculpada como um sequestro simulado ou uma proposta irregular para alcançar um casamento de direito tradicional.
Embora as leis não sejam rigorosas o suficiente para restringir tal costume, o Parlamento da África do Sul está se concentrando em medidas preventivas e capacitar as mulheres a relatar casos e mobilizar ações da comunidade para tais incidentes.